# Zelotibia papillata
Zelotibia papillata Russell-Smith & Murphy, 2005 è un ragno appartenente alla famiglia Gnaphosidae.

## Etimologia
Il nome della specie deriva dal termine latino papillatus, che significa cosparso di papille, in riferimento alle papille cuticolari dell'apofisi tibiale retrolaterale del pedipalpo maschile.

## Caratteristiche
L'olotipo maschile rinvenuto ha lunghezza totale è di 5,44mm; la lunghezza del cefalotorace è di 2,24mm; e la larghezza è di 1,68mm.

## Distribuzione
La specie è stata reperita nel Congo nordorientale: l'olotipo maschile è stato rinvenuto nei pressi della strada per Kimbulu, nel territorio di Lubero, appartenente alla provincia del Kivu Nord.

## Tassonomia
Al 2016 non sono note sottospecie e dal 2005 non sono stati esaminati nuovi esemplari.